# Atte Kaleva
Atte Tapani Kaleva, född 10 januari 1979 i Salo, är en finländsk politiker (Samlingspartiet). Efter att Juhana Vartiainen tillträdde 2021 som Helsingfors borgmästare efterträdde Kaleva honom som riksdagsledamot.
Kaleva blev omvald i riksdagen i riksdagsvalet 2023 med 4 913 röster från Helsingfors valkrets.